# Trichoptya sticticraspis
Trichoptya sticticraspis är en fjärilsart som beskrevs av George Francis Hampson 1926. Trichoptya sticticraspis ingår i släktet Trichoptya och familjen nattflyn. Inga underarter finns listade i Catalogue of Life.